# Henryk Paniec
Henryk Paniec (ur. 11 czerwca 1937 w Ożarowie, zm. 4 czerwca 2018 w Starachowicach) – polski działacz związkowy, poseł na Sejm RP II kadencji.

## Życiorys
Ukończył Technikum Mechaniczne, pracował w przemyśle. Działał w związkach zawodowych, pełniąc funkcję przewodniczącego Związku Zawodowego Metalowcy w swoim zakładzie pracy. W 1993 uzyskał mandat posła na Sejm II kadencji. Kandydował w okręgu kieleckim z listy Sojuszu Lewicy Demokratycznej. Zasiadał w Komisji Spraw Zagranicznych oraz w Komisji Systemu Gospodarczego i Przemysłu. W 2002 bezskutecznie ubiegał się o mandat radnego Starachowic. Później nie angażował się w działalność polityczną.
Odznaczony Srebrnym Krzyżem Zasługi (1997).